# Reseda alba
Espèce
Le Réséda blanc (Reseda alba) est une plante herbacée de la famille des Résédacées. Elle pousse principalement dans les friches littorales méditerranéennes mais on peut aussi la rencontrer sur les littoraux atlantiques.

## Caractéristiques
- Plante annuelle ou vivace, haute de 60 à 80 cm
- Feuilles pennatifides, de 5 à 15 lobes.
- Fleurs blanches disposées en racème simple (grappe)
- Les fleurs ont 5 sépales et 5 pétales trilobés[1]
- Période de floraison : avril-septembre[2]

## Biologie
- La pollinisation du réséda est entomogame, autogame
- Les graines sont des capsules oblongues, longues de 8 à 15 mm[1]
- Leur dissémination est barochore

## Habitat et répartition
- Habitat type : pelouses basophiles mésoméditerranéennes, mésoxérophiles.
- Aire de répartition : méditerranéenne

## Liste des sous-espèces
Selon NCBI (21 janv. 2018) :
- Reseda alba subsp. alba
- Reseda alba subsp. decursiva
- Reseda alba subsp. myriosperma

Selon Tela Botanica (21 janv. 2018) :
- Reseda alba subsp. alba
- Reseda alba subsp. hookeri

## Vues de la plante

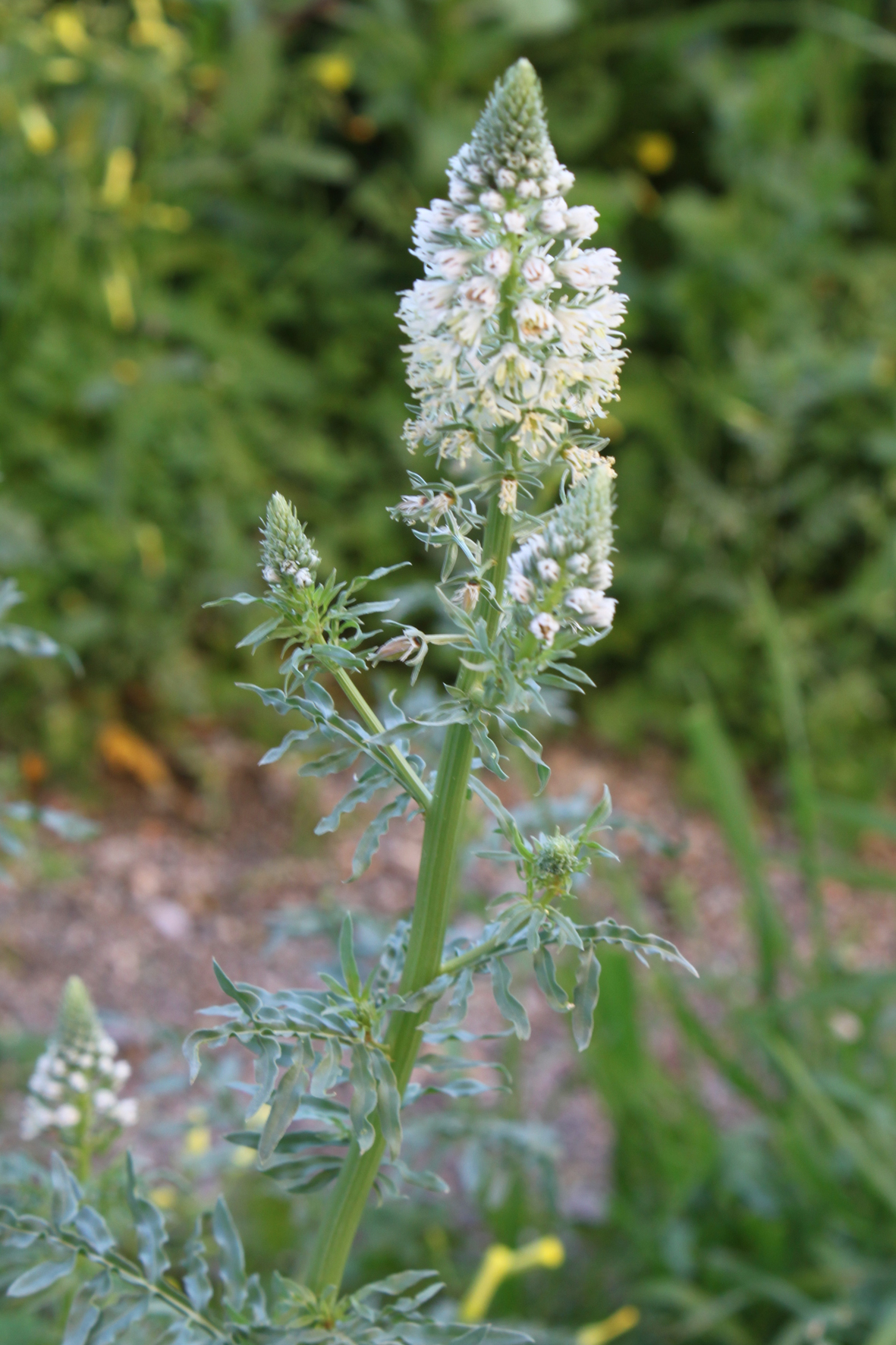
Inflorescence
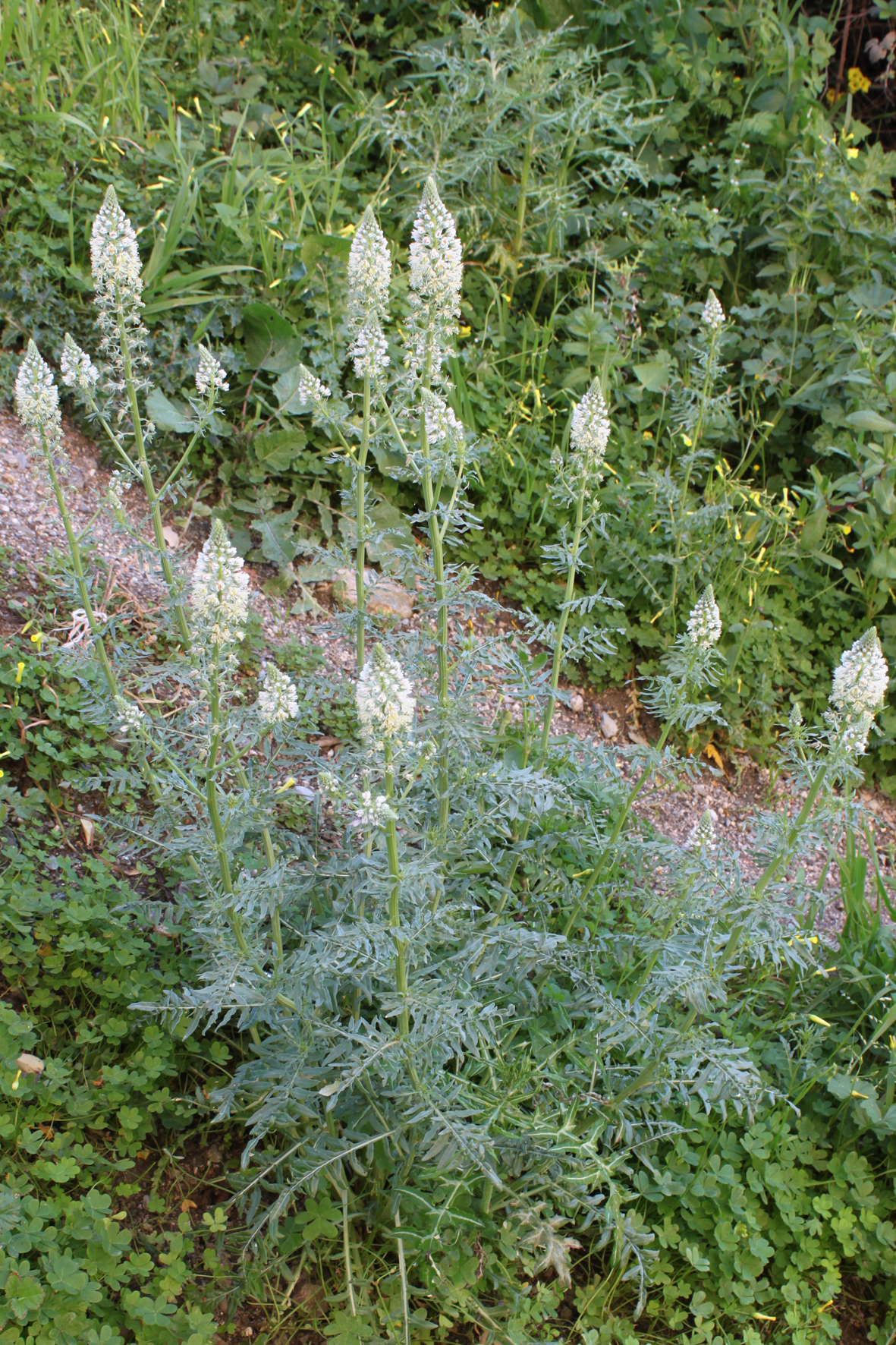
Vue générale
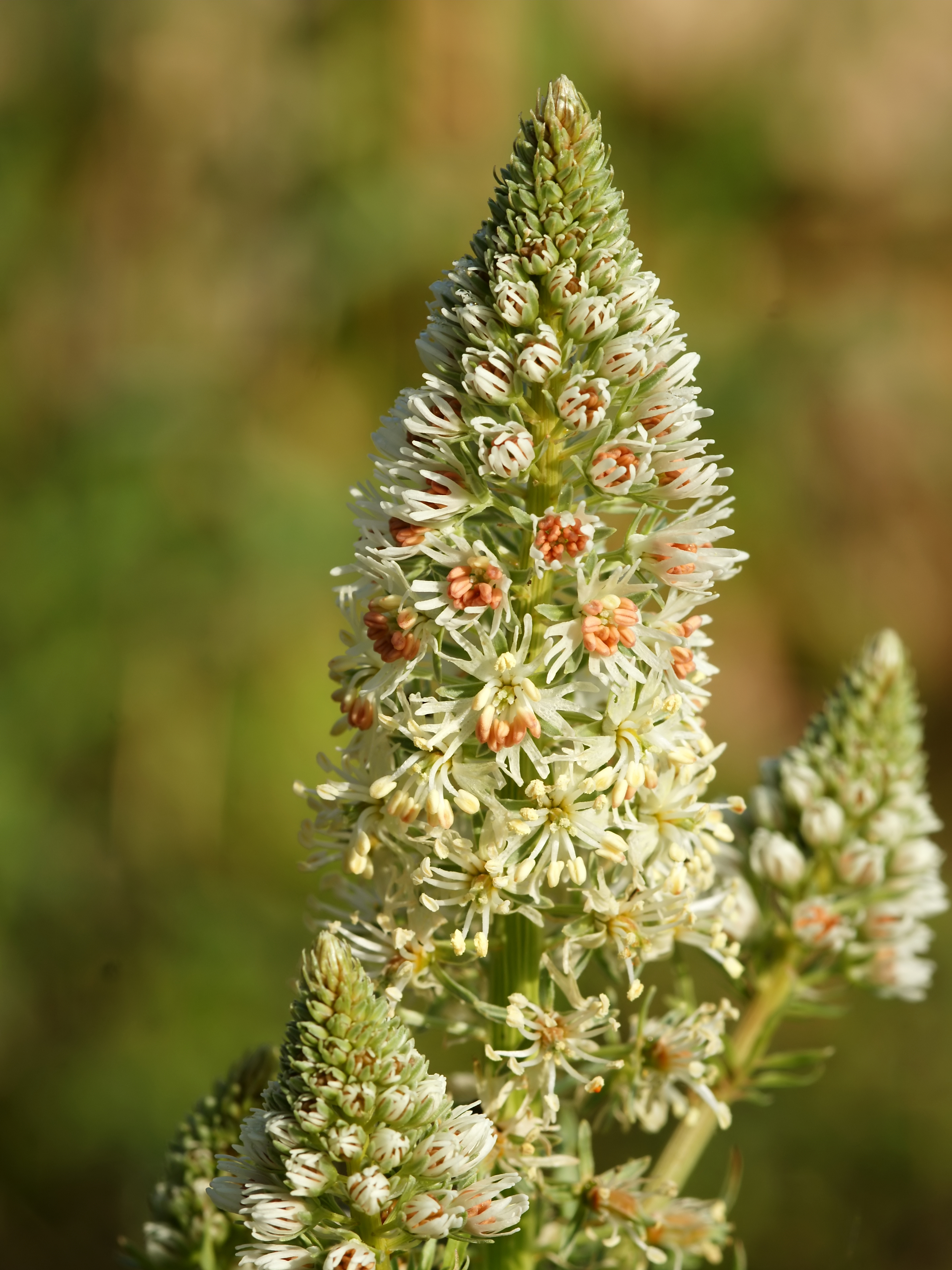
Détail des fleurs
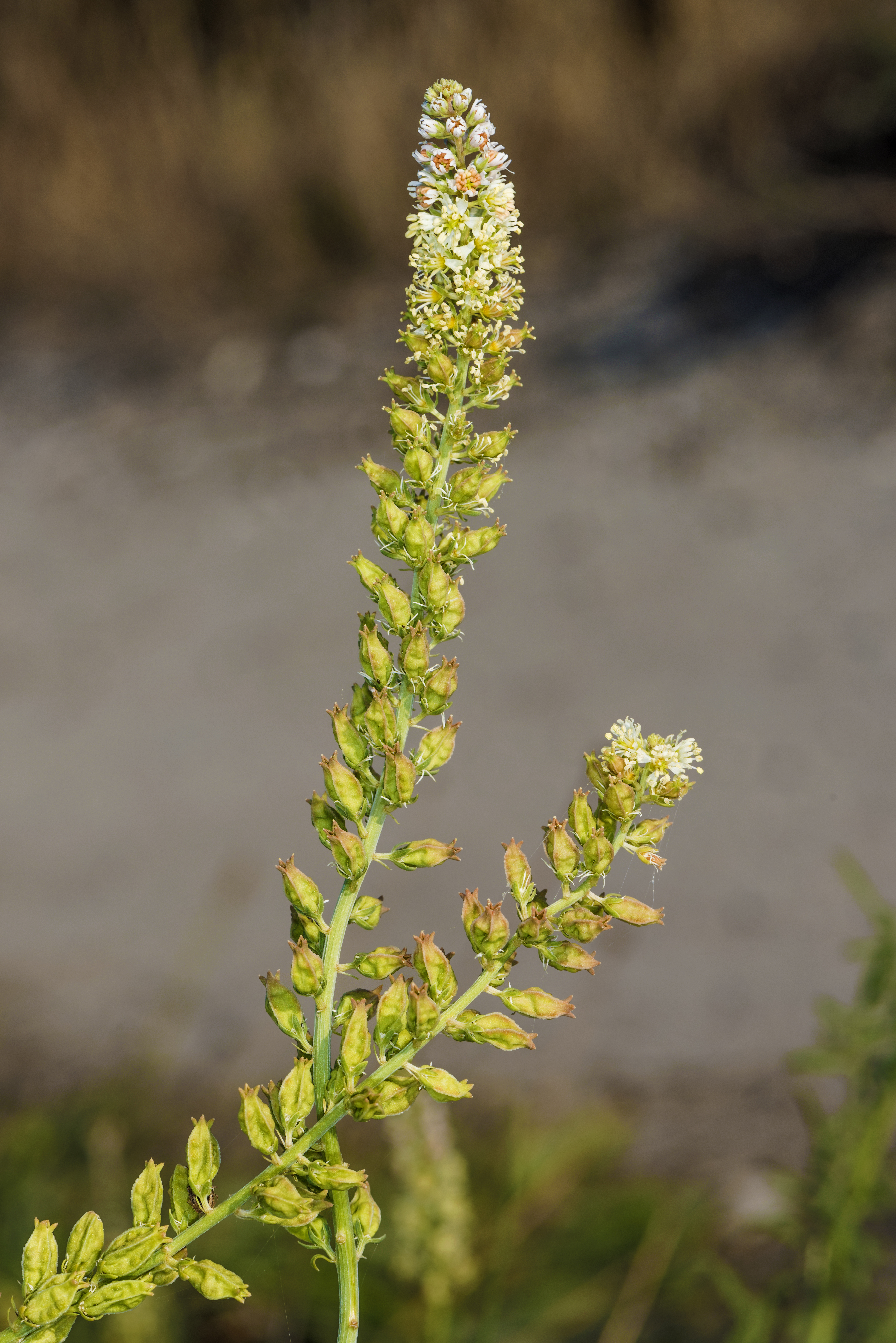
Inflorescence en fin de floraison, avec les capsules déjà formées